# ジョージ・ウォルター・メイソン
ジョージ・ウォルター・メイソン（George Walter Mason、1891年3月12日 -  1954年10月9日）はアメリカの産業人（industrialist）で、ケルビネーターコーポレーション(Kelvinator Corporation)会長兼CEO(1928年-1937年)、ナッシュ＝ケルビネーター・コーポレーション会長兼CEO（1937年-1954年）、アメリカン・モーターズ・コーポレーション会長兼CEO(1954)を務めた人物である。

## 生い立ち
ジョージ・メイソンはノースダコタ州バレーシティに生まれた。ミシガン大学ではエンジニアリングを専攻した。3年間エンジニアリングを学び最後の1年間は経営を学ぶという、当時のエンジニアリング専攻の学生としては珍しいコース選択だった。
若い頃は地元のガレージで働き、大学での学位習得後にはスチュードベーカーに職を得た。その後幾度か職を変え、第一次世界大戦の時は軍務に服した。1921年にウォルター・クライスラーが率いていたマックスウェル＝チャルマーズに職を得た。マックスウェル＝チャルマーズは後にウォルター・クライスラーが改組し、クライスラーブランドの自動車を開発をおこなう会社である。
1926年にはマックスウェル＝チャルマーズをからコープランドプロダクツ（Copeland Products of Detroit）に移った。急成長していた電気冷蔵庫産業における主要企業の1社だった。1928年にはケルビネーター（Kelvinator Corporation）の会長兼CEOとなり、メイソンの元でケルビネーターは利益を4倍に伸ばした。世界恐慌の時期にもかかわらず、家庭用冷蔵庫販売でゼネラルモーターズのフリッジデールに次いで2番手の地位を得た。

## ナッシュ・モーターズ
ナッシュ・モーターズの後継者を探していたチャールズ・W・ナッシュがメイソンに白羽の矢を立てた。ウォルター・クライスラーの推薦だった。当初、メイソンはケルビネーターが契約に含まれないなら了承しないとしナッシュの申し出を断った。「ゼネラルモーターズはフリッジデールを所有し、ボルグワーナーはノルゲアプライアンスを所有し、クライスラーは自身でエアコン部門エアテンプ（Airtemp）を運営している。」とナッシュはこの提案に一理を見出した。ナッシュとメイソンは合意し、1936年11月に契約がなされた。2社が合併しナッシュ＝ケルビネーター・コーポレーションとなり、メイソンがCEOに就いた。1940年までメイソンはケルビネーターの市場シェアを伸ばし、ナッシュに利益をもたらし続けた。
第二次世界大戦後、メイソンはフルサイズカーのエンベロープボディの可能性を探り出した。ナッシュの技術主任であったニルス・エリック・ウォルバーグ（en）の緊急の要請からだった。2人はエアロダイナミックボディデザインに向かった。1949年式ナッシュは前輪を覆い隠すように自動車のボディを伸長させたものとなった。このデザインは「エアフライト（Airflyte）」として発表され、この「覆い隠された前輪(enshrouded front wheels)」は1957年までナッシュのトレードマークだった。
メイソンは大柄な体格で社交好きだった。6フィート（182センチ）を超える身長で300ポンド（136kg）以上あった。メイソンは小型車に魅力を感じ、特に小型で低価格の乗用車というコンセプトをナッシュの開発計画にいかに組み入れるかに専心した。こうして、ナッシュは3種のコンパクトカーシリーズを発表した。
- ナッシュ・ランブラー：「小型で低価格のコンパクトカー」という目標を掲げていたメイソンだったが、資材不足を考慮に入れ、単にあった物を取りはずしただけの低価格な乗用車ではなく、より上級の高額価格帯だがコンパクトなセダンコンバーチブルに変更した。
- ナッシュ＝ヒーリー：世界恐慌後初の米国スポーツカー。英国とイタリアのパートナーと合弁で開発された。
- メトロポリタン：英国オースチンモーターズと共同開発したサブコンパクトカー。

1945年にヘンリー・フォード2世がフォード社社長に就き、フォード社をトップに復帰させることを掲げた。GMとフォードは市場優位を賭けて競うこととなった。GMからトップを奪い取るためにヘンリーフォード2世はフォード車数万台をディスカウント価格で市場に流通させた。1953年まで独立系自動車製造会社はこの影響を受けた。ゼネラルモーターズも同じことをやり返した。フォードとGMの赤字覚悟の価格により、自動車市場は廉価な自動車であふれ、スチュードベーカー、パッカード、ウィリス、ハドソン・モーター・カー・カンパニー、カイザーモーターズ、ナッシュといった会社の自動車は売れなくなった。

## AMCの継承
メイソンはナッシュとハドソンをひとつにしてそれぞれのもつ強みから利益を得ようとした。ナッシュはさまざまな独立系自動車会社と合併について相談した。公にされたものされなかったものがあった。合併として実現したのはハドソンだけだった。その結果が1954年初頭にアメリカンモーターズコーポレーションとなった。1953年と1954年には同様の合併がウィリスとカイザー、およびスチュードベーカーとパッカードでおこなわれた。
交渉中の数ヶ月の間に、ジョージ・メイソンが急性の膵炎と肺炎のためデトロイトで亡くなった。63歳だった。メイソンのに庇護されていたAMC副社長ジョージ・ロムニーが後を継ぎ、会長兼CEOとなった。ロムニーが最初におこなったのは、引き続きスチュードベーカー＝パッカードなど他社と合併するのではという噂を消すことだった。タイム誌に掲載されたメイソンの死亡記事では、AMCとスチュードベーカー＝パッカードが合併すれば、GMに次いで世界第二位の自動車メーカーとなるだろうと記されていた。

## 自然保護への寄付
ダックス・アンリミテッド（Ducks Unlimited）の理事長を務めたこともあったメイソンだったが、オーセーブル川（en）の岸辺14マイル (23 km)を含む1500エーカーの土地をミシガン州自然資源局（en:ミシガンDNR）に寄付していたことが死後明らかにされた。寄付条件は、永年禁猟区とする、州は一部たりとも売却をおこなわない、25年間はキャンプすることを認めない、というものだった。ミシガンDNRは現在でもこの地のキャンプ制限を継続している。メイソンの希望に沿い、この地は手付かずの自然のまま維持されている。人の手が入っているのは1960年にメイソン家が建てた木造の簡素なチャペルだけである。

## 関連記事
- ナッシュ・モーターズ
- ナッシュ＝ケルビネーター
- アメリカン・モーターズ

## 注記
1. ↑   Farrell, J. and Farrell, C. (2005) "Ford's Stylerama", Hemmings Classic Car, November 1.
2. ↑  Mays, J. (1998) "When AMC's George Romney reined in the dinosaurs", Old Cars, October 15. p. 6.
3. ↑  Bresnahan, T.F. (1987) "Competition and Collusion in the American Automobile Industry: The 1955 Price War", The Journal of Industrial Economics, Vol. 35, No. 4, The Empirical Renaissance in Industrial Economics, June, pp. 457-482.
4. ↑   "Milestones", Time Magazine, October 18, 1954. Accessed on May 24, 2007.
5. ↑  Grayling. Accessed on May 24, 2007.
6. ↑  Au Sable River Natural River Plan, page 28. Accessed on May 24, 2007.